# Vic Darchinyan
Vakhtang "Vic" Darchinyan (en armenio: Վախթանգ Դարչինյան; n. 7 de enero de 1976 en Vanadzor, Armenia) es un boxeador profesional armenio/australiano, apodado "el Toro Furioso", ganador de ocho títulos del mundo en las categorías mosca, supermosca y gallo.

## Datos profesionales
Fue campeón mundial de la Asociaciòn Mundial de Boxeo (WBA) y del Consejo mundial de Boxeo (WBC) en la categoría de peso super mosca.
El 11 de diciembre de 2010, perdió su corona mundial por decisión dividida ante el mexicano Abner Mares.
El 23 de abril de 2011, vence por decisión técnica en el quinto asalto al colombiano Yonnhy Pérez, y se adjudica la corona mundial gallo de la IBO, en combate disputado en Los Ángeles. Teniendo peleas contras los campeones Shinsuke Yamanaka, Nonito Donaire, Nicholas Walters, etc.
- Datos: Q718378
- Multimedia: Vic Darchinyan / Q718378